# Патрик Бруел
Патрик Бруел, (14. мај 1959. године, Тламсен), француски је композитор, глумац, продуцент и играч покера..

## Биографија

### Младост
Патрик је син Пјера Бенгуигија и Огисте Камун, ћерке Елије Камун и Селина Бен Сидун - а. Мајка и отац су му јеврејског порекла. 1960. његови родитељи,обоје професори, се разводе. Малог Патрика је одгајила мајка. Касније се преудала за једног архитекту, Пјера Мороа са којим је добила још два сина Давида (1972) и Фабриса Мороа (1975). Одгајан је у духу јеврејске заједнице, али није био ватрени верник. 
Патрик Бруел је први рођак комичара Елија Семуна, чија је баба била сестра Патриковом деди.

### Почеци
Седамдесетих година прошлог века Патрик Бруел је био ученик колежа Henri IV, затим гимназије Франсоа - Вијон у Паризу, али није положио матуру. Године 1975. док је био на концерту Мишела Сардуа у Олимпији, заклео се себи да ће се такође појавити на овој сцени. Покушао је да уђе у филмске воде тако што је 1978. године одговорио је на оглас за кастинг у Франс - Соар, али није добио одговор. Јула исте године Александар Аркади га је позвао и дао му прву улогу, поред Рожера Ханина и Марте Валалонге у филму Le coup de sirocco. Патрик је такође био кандидат за улогу Филипа Бертија у филму Клода Пиното-а Le Boum (1982). Добио је другу споредну улогу због свог хумора. Кажу да не би добио улогу јер није сањао младе девојке.

## Шансоне
1986. објавио је свој први албум De Face. Упркос не тако завидном успеху (20.000 примерака) убедио је уметничког директора Олимпије да му пружи шансу, тако да је од 5. до 8. маја 1987 певао пред препуном салом. Убрзо након тога постаје познат јавности због филма  Attention bandit, Клода Лелуша,а затим у улози рањеног војника у филму  La maison assasinée, Жоржа Лотнера. Нови албум је објавио 1989. постигавши огроман успех захваљујући појединим песмама као што су: Casser la voix, Alors regard.. Исте године, како му је слава расла, добио је важне улоге у филмовима Александра Аркадија и Пјера Жоливета.
2002. Патрик је објавио албум обрађених песма од 1930. до 1950.године. Mon amant ,Saint Jean су доживеле велики комерцијални успех. Написао је стихове за песму Il faut du temps , са којом је Сандрин Франсоа представљала Француску на Евровизији, када је песма заузела пето место са 104 поена.
2006. потписује личнији албум Des souvenirs devant, мешајући његова сећања, интимни живот и реакције на тренутне догађаје. Следи дуга турнеја. Исте године појавио се заједно са Изабел Ипер и Франсоа Берландом у филму  L'ivresse du pouvoir Клода Шаброла, сатири француског политичко-правосудног света инспирисаној афером Елф.
Његова филмска каријера поново је кренула 2007. године, посебно са филмом Un secret 8. децембра 2007. Председавао је жиријем за избор за Мис Француске 2008. Поново ће бити председник жирија за избор Мис Француске 2015.

### Приватни живот
2004. се оженио у градској општини 4. арондисмана у Паризу, затим у синагоги. Жена му је била Аманда Стер, коју је срео у Сен Тропе 2001. Добили су двоје деце, Оскара и Леона, али се након три године пар растао. 2009. се појављује са новом партнерком Селин Боске, која је по занимању манекенка. Дана 24. јануара 2014. године, осуђен је на новчану казну од 10.000 евра због непоштовања суда и ненамерних повреда полицајаца током демонстрација. Почетком априла 2020. године објавио је да има Ковид-19.

## Дискографија

### Студио
| Година | Албум                            | Класман   | Класман | Класман | Класман | Класман   |
| Година | Албум                            | Француска | Белгија | Белгија | Шведска | Холандија |
| ------ | -------------------------------- | --------- | ------- | ------- | ------- | --------- |
| 1982   | Vide                             | —         | —       | —       | —       | —         |
| 1984   | De face                          | 32        | —       | —       | —       | —         |
| 1989   | Alors, regarde                   | 1         | —       | —       | —       | 35        |
| 1994   | Bruel                            | 2         | —       | —       | —       | 47        |
| 1995   | Plaza de los héroes              | —         | —       | —       | —       | —         |
| 1999   | Juste avant                      | 1         | 1       | —       | 32      | 43        |
| 2002   | Entre deux                       | 1         | 1       | —       | 2       | 49        |
| 2006   | Des Souvenirs devant             | 1         | 1       | —       | 6       | 69        |
| 2012   | Lequel de nous                   | 1         | 1       | 58      | 7       | —         |
| 2015   | Très souvent, je pense à vous... | 5         | 4       | 119     | 6       | —         |
| 2018   | Ce soir on sort...               | —         | 2       | 49      | 2       | —         |

#### Уживо
| Година | Албум                            | Класман   | Класман | Класман | Класман | Класман   |
| Година | Албум                            | Француска | Белгија | Белгија | Шведска | Холандија |
| ------ | -------------------------------- | --------- | ------- | ------- | ------- | --------- |
| 1987   | À tout à l'heure                 | —         | —       | —       | —       | —         |
| 1991   | Si ce soir...                    | 1         | —       | —       | —       | 51        |
| 1995   | On s'était dit...                | 25        | 9       | —       | —       | —         |
| 2001   | Rien ne s'efface...              | 2         | 1       | —       | 12      | —         |
| 2003   | Entre deux à l'Olympia           | 21        | 16      | —       | —       | —         |
| 2007   | Des Souvenirs... ensemble        | 12        | 8       | —       | 45      | —         |
| 2009   | Seul... ou presque               | 9         | 3       | —       | 41      | —         |
| 2014   | Live 2014                        | 6         | 4       | 119     | 25      | —         |
| 2016   | Bruel Barbara – Le Châtelet      | 56        | 28      | —       | —       | —         |
| 2020   | Ce Soir Ensemble: Tour 2019-2020 | 15        | 3       | —       | 30      | —         |